# M. K. Stalin
Muthuvel Karunanidhi Stalin (en tamoul : முத்துவேல் கருணாநிதி ஸ்டாலின்), né le 1er mars 1953 à Madras, est un homme politique indien. Il est ministre en chef du Tamil Nadu depuis 2021.
Fils de M. Karunanidhi, ministre en chef du Tamil Nadu à plusieurs reprises, il lui succède comme chef du Dravida Munnetra Kazhagam (DMK) à la mort de celui-ci. Stalin est maire de la ville de Madras, capitale du Tamil Nadu, de 1996 à 2002.
En 2022, M. K. Stalin est placé vingt-quatrième dans la liste des personnalités indiennes les plus puissantes, selon le magazine The Indian Express.

## Biographie

### Vie personnelle et premiers engagements politiques
M. K. Stalin est né le 1er mars 1953 à Madras. Quelques jours après sa naissance, alors qu'il n'avait toujours pas de nom, son père M. Karunanidhi devient membre d'une délégation afin d'offrir les condoléances aux représentants diplomatiques soviétiques à la suite de la mort de Joseph Staline survenue le 5 mars. Durant son discours d'éloges, M. Karunanidhi décide de nommer son fils nouveau-né en l'honneur de Staline,,,.
Comme son père, M. K. Stalin est athée, bien qu'il ne soit pas opposé à l’existence des croyances religieuses.
En parallèle à sa carrière politique, il est apparu dans plusieurs films comme acteur, tout comme son père et son fils Udhayanidhi Stalin.
M. K. Stalin commence à militer dans le Dravida Munnetra Kazhagam (DMK) à l'âge de 14 ans. Il est élu membre du comité central du DMK en 1973. En 1976, Stalin est emprisonné durant la période de l'état d'urgence instaurée par la première ministre Indira Gandhi. En prison, il est violemment battu par les gardes et un autre prisonnier du DMK, C. Chittibabu, meurt sous les coups,,. Il est libéré la même année.
En 1982, Stalin fonde la ligue jeunesse du DMK. Il préside la ligue durant trois décennies.

### Parcours politique
En 1996, il est élu maire de Madras. Durant son mandat, il modernise le système d’élimination des déchets et construit des écoles et des hôpitaux. Il résout le problème de congestion de la ville en construisant des viaducs. Stalin construit également des parcs et y installe des fontaines. Cette amélioration de la qualité de vie dans la ville lui vaut une grande popularité auprès des habitants.
En 2006, il devient membre du gouvernement de son père en tant que ministre du développement rural et de l’administration locale. En 2009, son père le nomme ministre en chef adjoint.
Stalin est élu chef de l’opposition officielle à l'Assemblée législative du Tamil Nadu en 2016.

### Ministre en chef du Tamil Nadu (depuis 2021)
En 2021, il est élu ministre en chef du Tamil Nadu. Durant son mandat, Stalin met en place une politique contre la malnutrition des enfants d’âge scolaire. Il lutte également contre la maltraitance sur mineur. Féministe affirmé, M. K. Stalin souhaite améliorer la condition des femmes et lutter contre les violences physiques et sexuelles faites aux femmes. Il augmente le nombre de sièges réservés aux femmes dans les assemblées municipales et étatique. Il fournit également une allocation mensuelle aux filles afin d'encourager leur scolarisation et instaure la gratuité des transports en commun pour les femmes.
En tant que ministre en chef, il est remarqué au niveau national pour ses nombreuses et virulentes critiques contre les politiques conservatrices et centralisatrices menées par le premier ministre Narendra Modi. Stalin souhaite préserver les larges prérogatives constitutionnelles des États et lutter contre la volonté du gouvernement du Bharatiya Janata Party d'imposer unilatéralement le hindi en tant que lingua franca pour l'ensemble de l'Inde.